# 필리포 2세 디 사보이아 공작
필리포 2세 디 사보이아(이탈리아어: Filippo II di Savoia, 1438년 2월 5일 - 1497년 11월 7일)는 1496년부터 1497년까지 짧은 기간 통치를 했던 사보이아 공작이다.

## 생애
그는 전임 공작인 카를로 2세의 종조부이며, 루도비코 디 사보이아와 안 드 뤼지냥 사이에서 태어난 막내 아들이다. 그는 상속순에서 그 이전에 몇몇 여성들이 있기에 전임 공작의 법정 상속인이 아니었다. 사보이아 가문의 남성 계승을 확실히 하기 위해 그의 장남 필리베리토를 사촌이자 사망한 어린 공작의 자매와 혼인시켰다. 하지만 그 계획은 그녀가 12세의 나이에 사망하면서 성공하지 못하였다. 필리포의 형 아메데오 9세의 딸의 자식이 다음 서열이었으며, 키프로스와 예루살렘 왕위를 포함한 유산을 지닌 법정 상속인이었다. 키프로스와 예루살렘의 왕위가 여성 상속이 안 된다는 사실에 필리포는 이 권리들을 갖게 되었고 따라서 이를 사용했다. 사보이아 가문에 있는 그의 남성 후계자들도 계속 그런 식으로 하였다.
그는 공작 가의 하위 일원으로 그의 생애 대부분을 보냈다. 그의 본 속지는 프랑스와 부르고뉴 국경 인근에 있는 브레스 지역이었지만 그곳을 상실하고 떠돌이 공이라는 별명을 갖게 되었다.

## 가정

### 첫 번째 혼인
그는 마르그리트 드 부르봉 (1438년 2월 5일 – 1483년)과 혼인을 하여 3명의 자식을 두었다:
1. 루이사 (1476–1531) : 샤를 도를레앙과 혼인하였으며,[2] 다음의 자식을 두었다:
  1. 프랑수아 1세[4] : 프랑수아의 딸 마르그리트 드 발루아는 사보이아의 에마누엘레 필리베르토 디 사보이아 공작과 혼인한다.[4]
  2. 마르그리트 드 나바르 (1492–1549) : 나바라의 국왕 앙리 2세 드 나바르의 왕비[4]
2. 지롤라모(Girolamo, 1478년 출생)

사보이아 공작의 문장

3. 필리베르토 (1480년–1504년)

### 두 번째 혼인
그는 장 2세 드 브로스와 니콜 드 샤티용(Nicole de Châtillon)의 딸인 브르타뉴의 클로딘 드 브로스와 혼인하여 6명의 자녀를 둔다:
1. 카를로 3세 (1486년–1553년) : 그의 배다른 형제의 사보이아 공작 직을 계승
2. 루이지(Luigi, 1488년–1502년)
3. 필리포 (1490년–1533년) : 느무르 공작
4. 아살로네(Assolone, 1494년)
5. 조반니 아메데오(Giovanni Amedeo, 1495년)
6. 필리베르타(Philiberta, 1498–1524) :느무르 공작 느무르 공작 줄리아노 데 메디치와 혼인

### 서출
그는 또한 두 명의 정부 사이에서 8명의 서출을 가졌다.
리베라 포르토네리(Libera Portoneri) 사이에서:
1. 레나토 디 사보이아 (1468년-1525년 3월 31일) : 니스와 프로방스의 총독으로 있었으며, 안 드 몽모랑시 공작의 장인으로도 알려짐
2. 안토니에타 디 사보이아 : 장 2세 드 모나코와 혼인
3. 피에트로(Pietro) : 제네바의 주교

보나 디 로마냐노(Bona di Romagnano) 사이에서:
1. 클라우디나(Claudina) 혹은 클라우디아(Claudia, 1528년 5월 2일 사망) : 호른 가문의 야코프 3세(Jacob III)와 혼인.
2. 필리피나(Philippina) 혹은 필리파(Philippa)는 로렌초 데 메디치(Lorenzo de' Medici)와 혼인
3. 마르게리타(Margherita)
4. 조반나(Giovanna)
5. 미켈레(Michele) : 성직자

필리포는 오노라토 2세 디 사보이아빌라르의 사생녀를 통해 나폴레옹의 첫째 부인인 조제핀 드 보아르네의 조상이기도 하다.